# Limnephilus atercus
Limnephilus atercus là một loài Trichoptera trong họ Limnephilidae. Chúng phân bố ở miền Tân bắc.